# (277810) 2006 FV35
2006 أف في 35 (ويعرف أيضًا باسم (277810) 2006 أف في 35 وفق تسمية الكوكب الصغير) (بالإنجليزية: 2006 FV35)‏ هو كويكب ضمن حزام الكويكبات؛ وترتيبه 277810 من حيث الاكتشاف.
اكتُشف هذا الجُرم الفلكي بواسطة سبيس واتش في 29 مارس 2006.

## وصلات خارجية
- (277810) 2006 FV35 في قاعدة بيانات مختبر الدفع النفاث لأجرام النظام الشمسي الصغيرة

- الاكتشاف · مخطط المدار ·  العناصر المدارية · المعلمات المادية

- (277810) 2006 FV35 على موقع ويكي سكاي: DSS2, SDSS, GALEX, IRAS, Hydrogen α, X-Ray, Astrophoto, Sky Map, Articles and images